# 콘스탄틴 삽치시킨
콘스탄틴 빅토로비치 삽치시킨(러시아어: Константи́н Ви́кторович Савчишкин, 1973년 11월 15일~)은 러시아의 유도 선수, 지도자이다. 1996년 하계 올림픽 남자 하프미들급에 참가했으며 유럽 선수권 대회에서 동메달 1개를 획득했다.